# Liben-Zone
Die Liben-Zone (Somali: Liibaan, Ge'ez: ሊበን Libän) ist eine Verwaltungszone der Somali-Region in Äthiopien. Sie liegt im Süden der Somali-Region und wird durch den Fluss Ganale von der übrigen Region abgegrenzt. Im Süden grenzt sie an Kenia, im Westen innerhalb Äthiopiens an die Region Oromia.
Laut Volkszählung von 2007 hatte die Zone 539.821 Einwohner, von denen 46.892 in städtischen Gebieten lebten. 1997 waren von 476.881 Einwohnern 99,04 % Somali, 97,78 % sprachen Somali als Muttersprache. 7,72 % (12.085) konnten lesen und schreiben.
Liben, Liban oder Libin ist der Name eines Gebietes in Südäthiopien, das sich über die Liben-Zone hinaus auf das Gebiet der Borana-Oromo in Oromia erstreckt und von diesen zusammen mit Dirre als Kerngebiet und Ursprungsland angesehen wird. Bis zur Neuordnung der Verwaltungsgliederung Äthiopiens 1991 gehörte dieses Gebiet zur Provinz Sidamo. Seine Aufteilung zwischen den ethnisch definierten Regionen Oromia und Somali bleibt umstritten. Auch zwischen den verschiedenen Somali-Gruppen gab es Differenzen um die Wahl des Hauptortes. Der Aufbau einer funktionierenden Verwaltung der Zone verzögerte sich daher.
Die Zone ist gemäß den Dokumenten der Zentralen Statistikagentur Äthiopiens von 2007 in die vier Woredas Filtu, Dolo Odo, Moyale und Udet (Hudet) eingeteilt. In den Dokumenten von 1998 und 2005 werden hingegen nur die drei Woredas Liben/Filtu, Dolo Odo und Moyale genannt. Die Einteilungen innerhalb der Somali-Region sind, oftmals im Kontext lokaler Machtkämpfe, verschiedentlich geändert worden. Auf etlichen Karten sind zudem die Grenzen zwischen der Somali- und der Oromia-Region so dargestellt, dass nur Dolo Odo die Liben-Zone von Somali bildet, während die übrigen Gebiete zu Oromia gehören.
Größere Orte in Liben sind Doolow (Dolo Odo), Softu und Filtu. Der äthiopische Teil der Stadt Moyale gehört administrativ zur Woreda Moyale in der Borena-Zone von Oromia.
Die wichtigsten Volksgruppen in der Zone sind die Somali-Clans der Degodia und Marehan-Darod, die Garri (Garre) und Gurra sowie als kleinere Gruppen Garri Maro, Gabbra, Karanle und Ajuran. Die Garre dominieren in der Woreda Moyale südlich des Flusses Dawa, ihr Gebiet ist relativ fruchtbares und bewaldetes Grasland. Zwischen dem Dawa und dem Ganale ist das Land karger, hier dominieren in Dolo Odo die Degodia und in Filtu leben Degodia, Gurre und Marehan. Degodia und Garre leben hauptsächlich als Nomaden und halten Kamele, Schafe, Ziegen und Rinder, die ebenfalls nomadischen Gabbra halten vorwiegend Kamele. Vor allem die Garri Maro betreiben an den Flüssen Dawa und Ganale als sesshafte Bauern Maisanbau mit Rinderhaltung, zudem Fischerei und Jagd. Sie unterscheiden sich äußerlich von den übrigen Gruppen und sind mit den Degodia verbunden. Sie entsprechen damit den Rer Bare am Shabelle. In der weiteren Umgebung der Flüsse und in einigen kleineren Gebieten verbinden Agropastoralisten den Anbau von Mais mit der Haltung von Rindern und Kleinvieh. Der Ackerbau hat sich in jüngerer Zeit ausgeweitet.
Zur lokalen Bevölkerung kamen seit Anfang der 1990er Jahre Rückkehrer und Flüchtlinge aus Somalia hinzu, die vor dem dortigen Bürgerkrieg flohen.